# Ghosteen
Ghosteen es el decimoséptimo álbum de estudio del grupo Nick Cave and The Bad Seeds, lanzado el 4 de octubre de 2019 en Ghosteen Ltd y en formato físico el 8 de noviembre. Se trata de un álbum doble, anunciado por sorpresa el 23 de septiembre de 2019 en la página de preguntas y respuestas para fanes oficial de Nick Cave "The Red Hand Files".

## Descripción
Ghosteen es un álbum doble y conceptual de diez pistas. El primero consta de 8 pistas descritas por Cave como "Los Hijos" y el segundo, "Los Padres", lo componen dos pistas largas entrelazadas por un discurso.
Cave describe al álbum como "un espíritu migratorio".

## Lista de canciones
| Part 1 |                     |          |  |
| N.º    | Título              | Duración |  |
| 1.     | «The Spinning Song» | 4:43     |  |
| 2.     | «Bright Horses»     | 4:52     |  |
| 3.     | «Waiting for You»   | 3:54     |  |
| 4.     | «Night Raid»        | 5:07     |  |
| 5.     | «Sun Forest»        | 6:46     |  |
| 6.     | «Galleon Ship»      | 4:14     |  |
| 7.     | «Ghosteen Speaks»   | 4:02     |  |
| 8.     | «Leviathan»         | 4:47     |  |

| Part 2 |             |          |  |
| N.º    | Título      | Duración |  |
| 1.     | «Ghosteen»  | 12:10    |  |
| 2.     | «Fireflies» | 3:23     |  |
| 3.     | «Hollywood» | 14:12    |  |